# Еггенфельден
Еггенфельден (нім. Eggenfelden) — місто в Німеччині, розташоване в землі Баварія. Підпорядковується адміністративному округу Нижня Баварія. Входить до складу району Ротталь-Інн.

## Загальні відомості
Площа — 44,50 км2. Населення становить 13 817 ос. (станом на 31 грудня 2020).

## Вихідці
- Лукас Лехнер (* 30 жовтня 1988) — німецький футболіст, гравець команди Вакер (Бургхаузен).
- Барбара Енгледер (до шлюбу Лехнер, * 16 вересня 1982) — німецька спортсменка, чемпіонка світу і Європи, призерка Європейських ігор з кульової стрільби.